# 板倉中

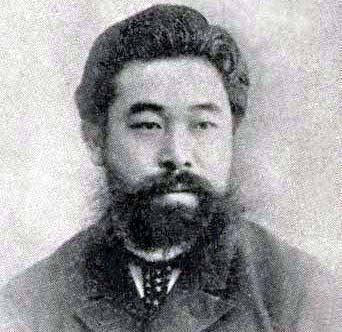
板倉中

板倉 中（いたくら なかば / ちゅう、1856年9月29日（安政3年9月1日）- 1938年（昭和13年）3月5日）は、明治期の政治家。衆議院議員（8期）。

## 経歴
上総国長柄郡関村 （現長生郡白子町）出身。講法学舎や明法学舎で法律を学び、代言人（現在の弁護士）となる。自由民権運動で活動し、加波山事件の裁判において富松正安の弁護を、大阪事件の裁判において大井憲太郎と飯田喜太郎（自由党員）の弁護をそれぞれ担当した。その後は千葉県会議員、同議長となり、「東海新報」（後に東海新聞と改称)を発行し、社主となった。1890年（明治23年）の第1回衆議院議員総選挙に千葉県第5区（当時）から立憲自由党で立候補して初当選。以来当選8回。1915年（大正4年）の第12回衆議院議員総選挙において、第2次大隈内閣の内務大臣大浦兼武が懸案の二個師団増設案を通過させるために議員を買収していたことが発覚（大浦事件）、板倉も関与していたため政界を引退。同事件で懲役6か月、執行猶予3年の判決を受けた。これにより勲四等及び韓国併合記念章、大礼記念章を褫奪された。以後、郷里で隠遁生活を送った。1938年（昭和13年）死去。